# Annette Michelson
Annette Michelson (7. listopadu 1922 – 17. září 2018) byla americká umělecká a filmová kritička.
Narodila se na Manhattanu a studovala na Brooklyn College. V letech 1956–1966 byla redaktorkou umění a kritičkou pařížské verze novin New York Herald Tribune a zároveň přispívala do Arts Magazine a Art International. Později působila v uměleckém magazínu Artforum a po odchodu v roce 1976 založila s Rosalind Krauss akademický časopis October.
Spolu s Jayem Leydou iniciovala Katedru filmových studií na Newyorské univerzitě, kde působila až do odchodu do důchodu v roce 2004. V roce 2015 darovala veškeré své písemnosti organizaci Getty Research Institute. V roce 2017 vyšla sbírka jejích textů On the Eve of the Future: Selected Writings on Film. Byla držitelkou ceny Franka Jewetta Mathera za rok 1974 a stipendia NEA (1974, 1976, 1978).
Ke konci života trpěla demencí. Zemřela na Manhattanu ve věku 95 let.